# David Jelínek
David Jelinek, né le 7 septembre 1990, à Brno, en Tchécoslovaquie, est un joueur tchèque de basket-ball. Il évolue au poste d'arrière.

## Biographie
En 2007, Jelinek signe son premier contrat en dehors de son pays natal avec le Joventut Badalone évoluant dans le championnat espagnol. Il est ensuite prêté à plusieurs reprises au CB Prat qui évoluait en troisième division espagnole.
À l'été 2012, il rejoint le club turc Olin Edirne. L'année suivante, il retourne dans le championnat espagnol en signant avec Saski Baskonia.
En août 2013, il signe avec l'équipe russe de Krasnye Krylya Samara, puis en janvier 2015 signe un autre contrat avec Uşak Sportif évoluant dans le championnat turcpour le reste de la saison.
En août 2015, le joueur rejoint le club polonais d'Anwil Włocławekdans lequel il restera une saison.
En juillet 2016, il signe un contrat avec le BC Andorreévoluant en Liga ACB. Il y restera six saisons et deviendra ainsi le meilleur marqueur de l'histoire de club. À l'été 2022, il rejoint le CB Murcie, décision prise après la descente du BC Andorre en deuxième division espagnole.
En août 2024, le joueur signe un contrat de deux ans au sein du Betis Séville évoluant Primera FEB (anciennement appelé LEB Oro). Au terme de la saison, il parvient à faire remonter le club en première division après avoir remporté les play-offs.